# Сыргатуй
Сыргатуй (һырға туйы, с тюркского һырға — серьга, туй — свадьба, праздник) - обряд помолвки детей возрастом от 5 до 12 лет. Обряд распространён у тюркских народов.
Сыргатуй проводился между  семьями разных родов с детьми для обеспечения их будущего, укрепления материального положения семьи, увеличения срока выплаты калыма.
Обряд проводился в доме родителей девочки. Родители договаривались о размерах калыма, приданого, читали суру из Корана. Знаком согласия было распитие кумыса или бала из одной чаши.
Во время обряда мальчика накрывался красной тканью, а девочка — синей или зелёной. Детей подводили друг к другу; сняв покрывало, мальчик слегка кусал ухо своей наречённой, дарил ей серьги и шаль, девочка дарила вышитый пояс или тюбетейку. Теперь девочка становилась невестой и отец не мог выдать её замуж за другого.
Сыргатуй сопровождался борьбой мужчин. Если побеждал борец со стороны мальчика, то мальчик в будущем мог иметь вторую жену, если со стороны девочки, то мальчик лишался этого права и родители могли не выдавать за него дочь или изменить размеры приданого и калыма во время никаха.
Победитель получал приз - рёберную часть конины, говядины или баранины, а побеждённый — шейную часть. Каждому борцу вручали пояс.
В случае отказа выдавать дочь после проведения обряда отец должен был отдать родителям жениха имущество (домашний скот, деньги и др.) в размере калыма.
Обряд сопровождался исполнением хамаков о браке и семье. Гости поздравляли смолодых, исполняли песни в честь новобрачных, желали невесте быть послушной, скромной, трудолюбивой.
Обряд завершался традиционным угощением. На стол подавали балеш, баурсак, бишбармак, казы, тултырму, чак-чак и другие угощения.